# サザンパインズ (ノースカロライナ州)
サザンパインズ（Southern Pines）は、アメリカ合衆国ノースカロライナ州のムーア郡にある町。人口は1万5545人（2020年）。パインニードルズ・ロッジアンドゴルフクラブがあり、1996年、2001年、2007年の全米女子オープンの開催地である。

## 地理
ファイエットビルの西60キロメートルに位置している。
アメリカ合衆国国勢調査局によると、面積40.2平方キロメートルであり、陸地面積は、39.8平方キロメートル、残りが水面である。

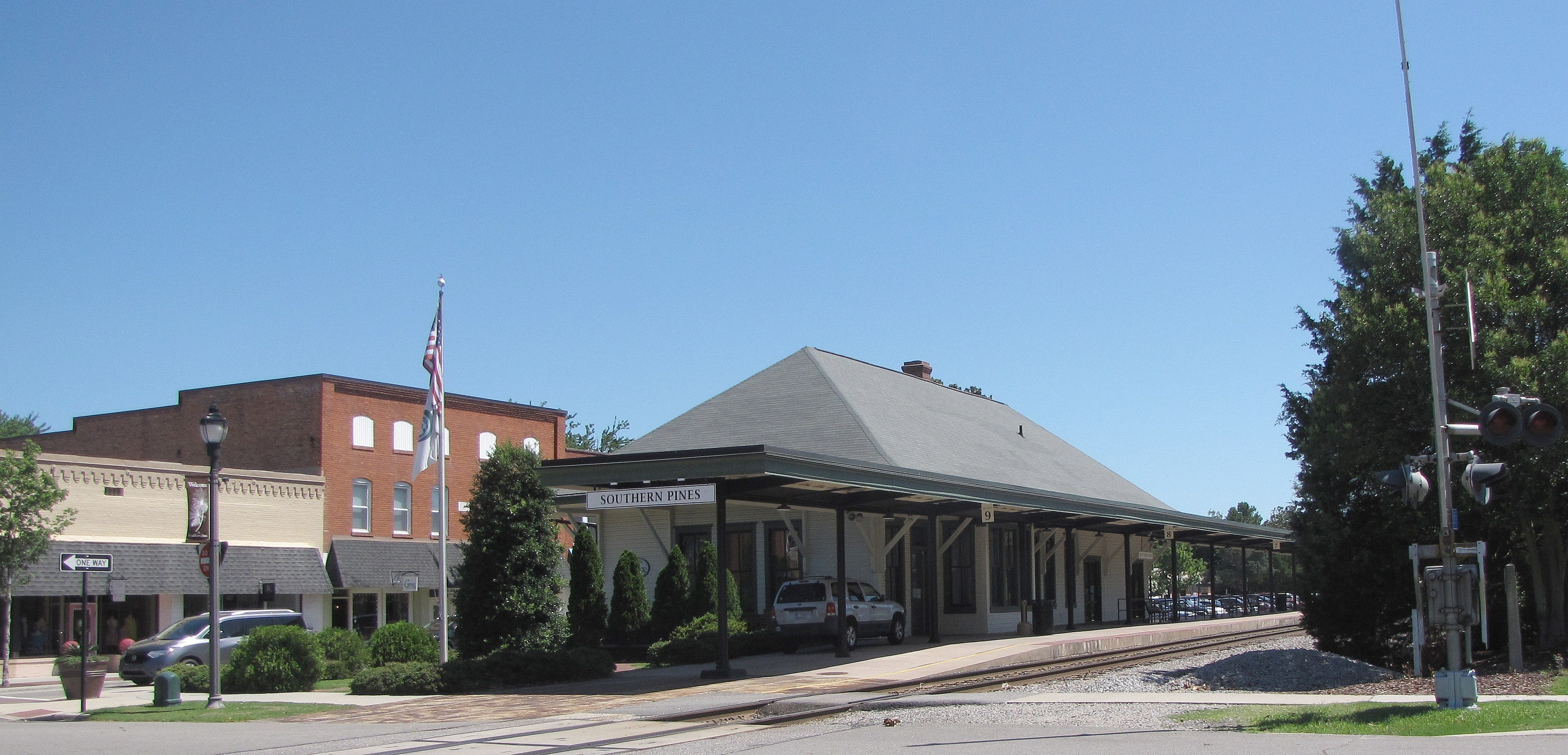
サザンパインズ駅